# 돌격여단 SS국가지도자
돌격여단 SS국가지도자(Sturmbrigade Reichsführer-SS)는 제2차 세계 대전 당시 나치 독일의 부대 중 하나이다. 1943년 2월 아돌프 히틀러가 SS국가지도자 호위대대(하인리히 히믈러의 개인 경호대대)를 여단으로 승격하여 만들었다.
SS국가지도자 호위대대는 프랑스에서 여단으로 승격하여 1943년 9월까지 프랑스에 머무른 뒤 연합군의 이탈리아 침공이 일어나자 제505포병대대와 함께 남쪽으로 파견되었다.
돌격여단 SS국가지도자는 코르시카에 주둔하여 9월 8일까지 수비군 노릇을 했다. 그 뒤 여단과 이탈리아의 제20보병사단 프리울리, 제44보병사단 크레모나 사이에 격렬한 전투가 벌어졌다. 사르데냐에서 지원 온 제90기갑척탄병사단과 함께 SS국가지도자 여단은 북코르시카의 바스티아로 후퇴했고 10월 첫 주에 코르시카를 탈출했다. 이후 SS국가지도자 여단은 이탈리아로 보내져 제16SS기갑척탄병사단 SS국가지도자에 흡수되었다.

## 전투서열
돌격여단 SS국가지도자 - 여단장 상급돌격대지도자 카를 게젤레
제1SS척탄병대대 - 대대장 돌격대지도자 막스 달링거(Max Dallinger)
1. 사격병중대 - 중대장 상급돌격지도자 하츠(Hatz)
2. 사격병중대 - 중대장 상급돌격지도자 디젠리터(Diesenreitter)
3. 사격병중대 - 중대장 상급돌격지도자 다네르(Danner)
4. 기관총중대 - 중대장 상급돌격지도자 로젠베르거(Rosenberger)
5. 보병대전차중대 - 중대장 상급돌격지도자 하이더(Haider)

제2척탄병대대(육군 소속) - 대대장 대위 마이어(Meyer)
1. 사격병중대
2. 사격병중대
3. 사격병중대
4. 기관총중대
5. 보병포중대

SS대전차자주포대대 - 대대장 최고돌격지도자 주브클레페(Subkleve)
1. 대전차자주포중대
2. 대전차자주포중대

SS돌격포대대 - 대대장 최고돌격지도자 크라우스(Krauß)
1. 돌격포포대
2. 돌격포포대
3. 돌격포포대

SS대공포대대 - 대대장 최고돌격지도자 히버(Hieber)
1. 대공포중대 [2,0 cm]
2. 대공포중대 [8,8 cm]
3. 대공포중대 [8,8 cm]
4. 대공포중대 [8,8 cm]

## 참고 자료
- Waffen SS Uniforms Organization History, Volume 4, R.J. Bender(1975)
- Im Gleichen Schritt und Tritt
- Sturmgeschutz & Its Variants, Spielberger (Spielberger German Armor & Military Vehicles Series, Vol 2) )